# ماتیانی

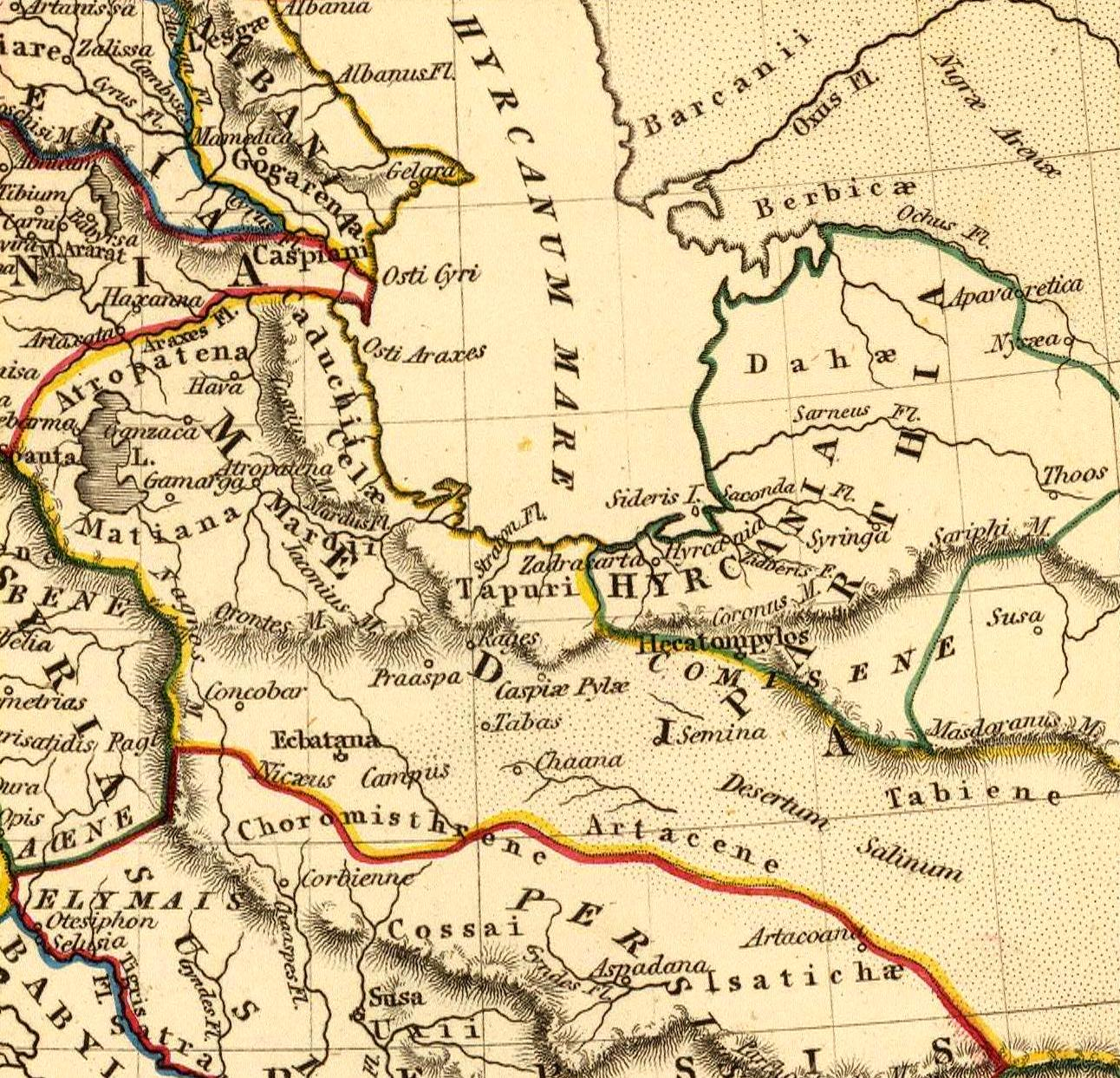
موقعیت ماتیانی در قرن دوم قبل از میلاد، در جنوب دریاچه ارومیه

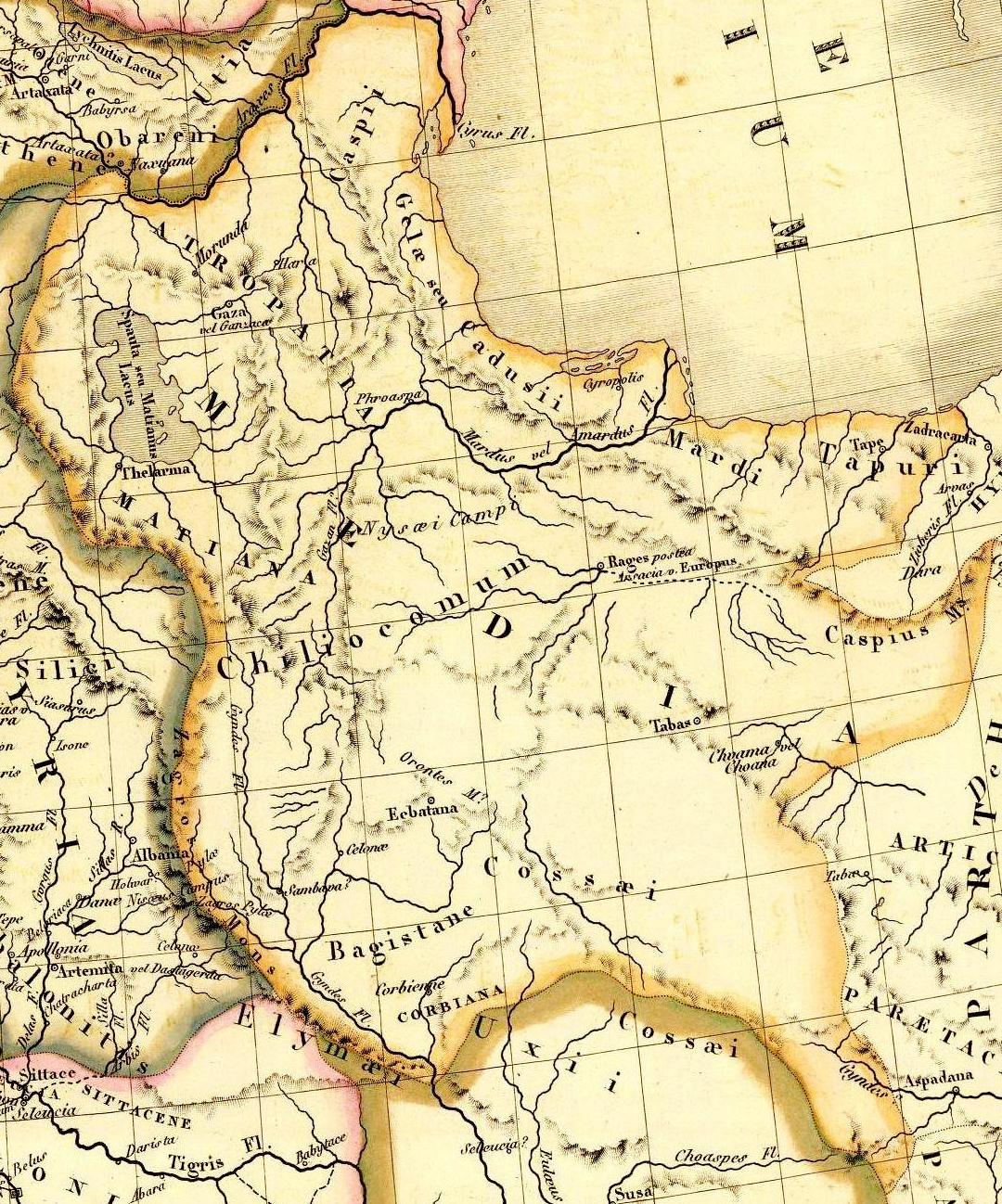
موقعیت ماتیانی

ماتیانی یا ماروتیانی نام پادشاهی در شمال غربی ایران در سرزمین‌های پادشاهی پیشین منائیان بود. مورخان باستانی از جمله استرابون، بطلمیوس، هرودوت، پولیبیوس، و پلینی نام‌هایی مانند مانتیانه، مارتیانه، ماتیانا، ماتیانی، ماتینه، مارتونی و ماروتیانی را برای تعیین منطقه‌ای واقع در شمال غربی ماد ذکر می‌کنند.

## ریشه
نام ماتیانی ممکن است مربوط به میتانی باشد، نام ایالتی حدود ۸۰۰ سال پیش از میلاد، که توسط طبقه حاکم هندوآریایی حاکم بر جمعیت هوری‌ها بنیانگذاری شد. نام ماتیانی به دریاچه همسایه ماتیانوس (Matianus) یعنی دریاچه ارومیه کنونی که بلافاصله در شرق مردم ماتیانی قرار دارد نیز گفته می‌شد. ریشه ایرانی «ماتی-» به معنای «بلند بودن، ایستادگی کردن» (از ریشه هندواروپایی کلمه «کوه») ممکن است این نام را توضیح دهد.

## تاریخ
منائیان که احتمالاً به زبان‌های هوری-اورارتویی سخن می‌گفتند، در سده‌های هفتم و هشتم پیش از میلاد تسلیم اسکیت-کیمریان شدند و توسط ماتیانی‌ها جذب شدند. سرزمین ماتیانی‌ها در نهایت در حدود ۶۰۹ پیش از میلاد توسط مادها فتح گردید.
ماتیانی تا زمان فتح پارس به بخشی از امپراتوری مادها تبدیل شد، تا اینکه همراه با قبایل ساسپیرها و آلارادی‌ها (بازمانده‌های اورارتویی‌ها) بخشی از ساتراپی هجدهم شاهنشاهی هخامنشی شد.

## محدوده جغرافیایی
سرزمین ماتیانی از شمال توسط ارمنستان، از شرق توسط ماد، از جنوب توسط خوزیا و از غرب توسط آشور احاطه شده بود. شهر اصلی آن ماتیاتی در اطراف دریاچه وان بود.
اعتقاد بر این است که مردم ماتیانی به زبان‌های هوری-اورارتویی صحبت می‌کردند. نوادگان شناخته شده شاهان (رئیس) قبایل ماتیانی، خاندان شاهزاده ارمنی (ناکسارار) آماتونی بودند.
به گفته هرودوت کیمریان از ماتیانی سرچشمه گرفته‌اند و در امتداد ساحل جنوبی دریای سیاه به سمت غرب به سمت آناتولی حرکت کرده‌اند. هرودوت همچنین گفت که بعدها، در زمان مادها، مکان دومی به نام ماتیانی، در امتداد ساحل شرقی رودخانه هالیس در شمال غربی کاپادوکیه در سراسر رودخانه از فریگی‌ها وجود داشت. او اظهار داشت که در ارتش ماد و پارس همان لباس پافلاگونیان را می‌پوشیدند، به این معنی که واحدهای آنها با پافلاگونیان ترکیب شده بود. اصلاً مشخص نیست که آیا این ماتیانی‌های غربی از نوادگان کیمریان بودند، گروهی از پافلاگونیان که به این نام خوانده می‌شدند، ماتیانی واقعی (شرق) که خود به خود از ماتیانه به غرب مهاجرت کردند، یا اینکه یک مستعمره نظامی مادها در مرز فریگیه و بعدها امپراتوری لیدیا بودند.
استرابون اقوام ساکن در حاشیه جنوبی دریای مازندران و غرب هیرکانی را بدین گونه نام می‌برد: تپوری‌ها (Tapyri) بین هیرکانی‌ها و آریایی‌ها زندگی می‌کنند و در یک مدار در اطراف دریا پس از هیرکانی‌ها (Hyrcanins)، آماردی‌ها (Amardi) و آناریاکه (Anariacae) و کادوسی‌ها (cadusi) و آلبانی‌ها (albani) و کاسپی‌ها (Caspii) و ویتی‌ها(viti) و شماری دیگر از مردمان، تا جایی که به سکاها (scythians) می‌رسیم و از سوی دیگر به سرزمین هیرکانی و دربیک‌ها (Derbices) هستند، کادوسیان در مرز ماد و ماتیانی (Matiani) و پایین پرخوآتراس هستند. گفته می‌شود که تپوری‌ها (Tapyri) بین دربیک‌ها (Derbices) و هیرکانی‌ها (Hyrcanians) زندگی می‌کنند. در قسمت شمالی اقوام کوه‌نشین کادوسی (Cadusii) و آماردی (Amardi) و تپوری (Tapyri) و کرتی (Cyrtii) سکونت دارند.
به گفته پلینی کندری‌ها (Candari)، آتسیانی‌ها (Attasini)، پرکیانی‌ها (Paricani)، سارانگایی‌ها (Sarangae)، ماروتیانی‌ها (Marotiani)، آروسی‌ها (Aorsi) و گلائه‌ها (Gaeli) توسط نویسندگان یونانی کادوسی (Cadusii) نامیده می‌شدند.